# Салливан, Артур Перси
А́ртур Пе́рси Са́лливан (англ. Arthur Percy Sullivan, ирл. Art Piaras Ó Súilleabháin; 27 ноября 1896, Проспект, Аделаида, Южная Австралия, Австралия — 9 апреля 1937, Вестминстер, Лондон, Англия, Великобритания) — австралийский и британский военнослужащий ирландского происхождения, капрал Австралийской и Британской армий. Кавалер креста Виктории.
Родился в Австралии в семье кладовщика. Окончив школу, поступил на работу в Национальный банк Австралазии, активно занимался общественной деятельностью. Не сумев поступить на военную службу после начала Первой мировой войны ввиду несовершеннолетия, в 1918 году в возрасте 21 года Салливан наконец записался добровольцем в Австралийские имперские силы. После прохождения обучения прибыл в Англию, а затем отправлен во Францию, но не смог принять участия в боях ввиду окончания войны. Вскоре Салливан, как и многие австралийцы, записался в Британскую армию и вступил в Силы поддержки Северной России, посланные помочь белым в борьбе против красных в только что начавшейся гражданской войне в России. Приняв участие в нескольких столкновениях с большевистскими силами близ Архангельска, 10 августа 1919 года австралийский батальон из-за Двины атаковал позиции противника и занял две близлежащие деревни. Попав в окружение, войсковая колонна, обременённая ранеными, освобождёнными заключёнными и беженцами, со взводом Салливана в качестве арьергарда предприняла переход через болото для соединения с основными британскими силами. Салливан лично спас от утопления и вытащил из трясины четырёх солдат, включая одного офицера, в то время как войсковая операция увенчалась полным успехом. За эти действия Салливан был удостоен креста Виктории, высшей награды Великобритании и Содружества за храбрость перед лицом врага. Демобилизовавшись в Англии, он сразу же уехал в Австралию, где поступил на прежнюю работу в банк, женился и трижды стал отцом. Как кавалер креста Виктории, в 1937 году Салливан вступил в австралийский контингент для участия в коронации короля Георга VI. Прибыв в Лондон и приняв участие в нескольких официальных приёмах, всего за несколько дней до коронации Салливан трагически погиб, поскользнувшись на улице. Удостоен военных похорон на межгосударственном уровне, после чего кремирован, а прах захоронен в Австралии.

## Биография

### Молодые годы
Артур Перси Салливан родился 27 ноября 1896 года в Проспекте, пригороде Аделаиды (Южная Австралия), став единственным ребёнком в семье кладовщика Артура Монкса Салливана и его жены Элизы, урождённой Доббс. Предки его прибыли в Австралию из Ирландии в качестве вольнопоселенцев, не имея за собой никакого каторжного прошлого. По вероисповеданию принадлежал к Церкви Англии.
Окончив общественную школу Кристал-Брука и среднюю школу Гладстона, в 1913 году Артур поступил на младшую должность в филиал Национального банка Австралазии в Гладстоне. В мае 1915 года Салливан был переведён на должность делопроизводителя в отделение в Брокен-Хилле в Новом Южном Уэльсе. Там он стал членом банковской футбольной команды и был хорошо известен в певческих кругах, а также в мужском движении железнодорожных городов. В октябре Салливан вернулся в свой родной штат путём перевода в филиал в Мейтленде, где его певческий талант оказался тоже чрезвычайно востребован, и он часто пел на съездах патриотических движений. Помимо этого, Салливан был секретарём Патриотического общества и компании «Gaiety», а также членом комитета гольф-клуба.

### Военная служба
После начала Первой мировой войны 17-летний Салливан не смог записаться в армию, так как родители не давали на то разрешения. 27 апреля 1918 года он посетил торжественный парад в поддержку вернувшихся солдат в Порт-Пири, в 150 километрах к северу от Мейтленда, где как достигший возраста 21 года записался добровольцем на службу в Австралийские имперские силы и в звании рядового под номером 56133 был зачислен в 10-й батальон. После прохождения общей воинской подготовки 23 июля 1918 года Салливан был отправлен в Европу на борту «HMAT A74 Marathon» в составе 3-го подкрепления. По прибытии в Англию 5 октября 1918 года, в качестве наводчика он был прикреплён к резервной бригаде Королевского полка Австралийской артиллерии и отправлен на подготовку в Уилтшир. Ввиду объявления перемирия 11 ноября 1918 года, Салливан так и не смог принять участия в активных боевых действиях во Франции.

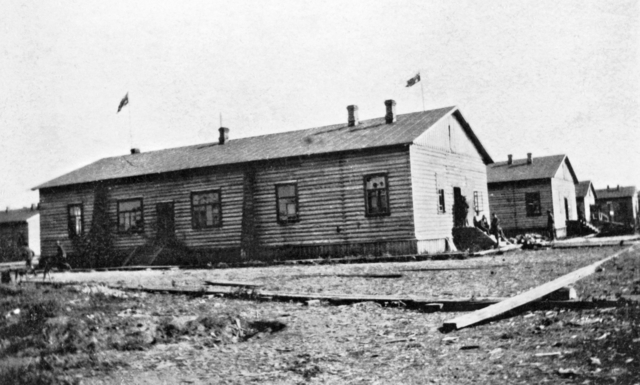
Барак австралийских солдат на севере России, 1919 год

После Октябрьской революции 1917 года Россия раздиралась борьбой между большевистской Красной армией и антикоммунистической Белой армией. Западные союзники присоединились к борьбе с красными и решили помочь белым. В то же время Салливана привлекла перспектива службы в Силах поддержки Северной России, как и 150 других австралийских солдат из 8-тысячного контингента добровольцев. 23 мая 1919 года он был повышен в звании до капрала. Через пять дней, 28 мая, Салливан в звании рядового и под номером 133003 был зачислен в Британскую армию, хотя до 12 июня он всё ещё официально числился в рядах Австралийских имперских сил. После этого Салливан был отправлен в расположение 45-й батальона Королевских фузилёров, базировавшегося в Лондоне, под командование бригадного генерала Лайонела Садлейра-Джексона. В июне — июле 1919 года Силы поддержки Северной России высадились в Архангельске и начали немедленное развёртывание, заменив большую часть первоначальных экспедиционных сил, находившихся в России ещё с 1918 года. К июлю 45-й батальон продвинулся на 240 километров (150 миль) к Двинскому фронту. 10 августа 1919 года батальон Салливана пошёл в наступление из-за Двины на позиции противника с целью их дезорганизации и деморализации, а также вытеснения большевистского флота из русла реки, тем самым давая время для беспрепятственной эвакуации оставшихся членов экспедиционных сил 1918 года.

### Подвиг на севере России

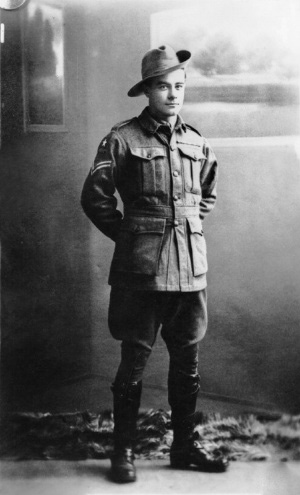
Салливан в 1919 году

Около полудня 10 августа отряд, в составе которого была 16-я рота взвода «D» с Салливаном, пошёл на штурм деревень Слудка и Липовец и к вечеру захватил их. Во время атаки британские войска вышли к деревне Комичка, рискнув оказаться в окружении большевистских войск. Отойдя от Слудок, колонна со взводом Салливана в качестве арьергарда попыталась соединиться с главными британскими силами, но оказалась отрезанной от них вражескими канонерными лодками, будучи вдобавок обременённой ранеными, более 500 освобождёнными заключёнными и жителями деревни, пожелавшими эвакуироваться. Ранним утром 11 августа колонна была вынуждена под сильным винтовочным и пулемётным огнём пересечь одиноко стоящий мост через болотистую реку Шейка. Во время перехода четверо солдат соскользнули с узких отсыревших досок и провалились в глубокое болото. Несмотря на вражескую стрельбу, Салливан без колебаний прыгнул в воду и приступил к немедленному поиску пропавших. Первым человеком, которого Салливан вытащил из болота, оказался раненый пулей в грудь офицер — лейтенант Чарльз Генри Гордон-Леннокс, лорд Сеттрингтон, старший сын 8-го герцога Ричмонда и наследник герцогств Ричмонд, Леннокс и Гордон. После этого Салливан спас ещё двух солдат, которые не были ранены, так как смогли уклониться от огня противника. Четвёртый человек тонул в болоте на некотором расстоянии от Салливана, но он смог пробраться к нему с куском разбитого перила от мостика, за который солдат смог ухватиться и подтянуться к суше. Таким образом, Салливан спас всех четверых солдат от утопления, вытащив их поодиночке из болота, в то время как атака британских войск увенчалась полным успехом с минимальными потерями.

### Награждение
29 сентября 1919 года королевским указом Артур Салливан был награждён крестом Виктории. На момент совершения подвига ему было только 22 года.

Военное министерство, 23-е октября, 1919.
Его Величество КОРОЛЬ милостиво одобрил награждение КРЕСТОМ ВИКТОРИИ указанного ниже Военнослужащего Сержантского Состава: —
No. 133003 Капрал Артур Перси Салливан, 45-й батальон, Королевские Фузилёры (Кристал-Брук, Южная Австралия).
За наивысшую заметную храбрость и преданность долгу 10 августа 1919 года, на реке Шейка, Север России.
Взвод, к которому он принадлежал, после сражения, во время которого он действовал в качестве арьергардного прикрытия, должен был пересечь реку по узким доскам, и во время перехода офицер и трое солдат упали в глубокое болото.

Не колеблясь, под сильным огнём капрал Салливан прыгнул в реку и спас всех четверых, вытащив их поодиночке. Без этого храброго поступка его товарищи, несомненно, могли утонуть. Это был превосходный пример героизма, поскольку все чины находились на грани изнеможения, а враг — менее чем в 100 ярдах.
Оригинальный текст (англ.)War Office, 29th September, 1919.

His Majesty the KING has been graciously pleased to approve of the award of the Victoria Cross to the undermentioned Non-commissioned Officer: —
No. 133003 Corporal Arthur Percy Sullivan, 45th Battalion, Royal Fusiliers (Crystal Brook, South Australia).
For most conspicuous bravery and devotion to duty on the 10th August, 1919, at the Sheika River, North Russia.
The platoon to which he belonged, after fighting a rearguard covering action, had to cross the river by means of a narrow plank, and during the passage an officer and three men fell into a deep swamp.

Without hesitation, under intense fire, Corporal Sullivan jumped into the river and rescued all four, bringing them out singly. But for this gallant action his comrades would undoubtedly have been drowned. It was a splendid example of heroism as all ranks were on the point of exhaustion and the enemy less than 100 yards distant.

Салливан оказался первым австралийцем, награждённым крестом Виктории за действия в России; вторым, но уже посмертно, стал Сэмюэл Пирс, погибший спустя 10 дней после подвига Салливана.

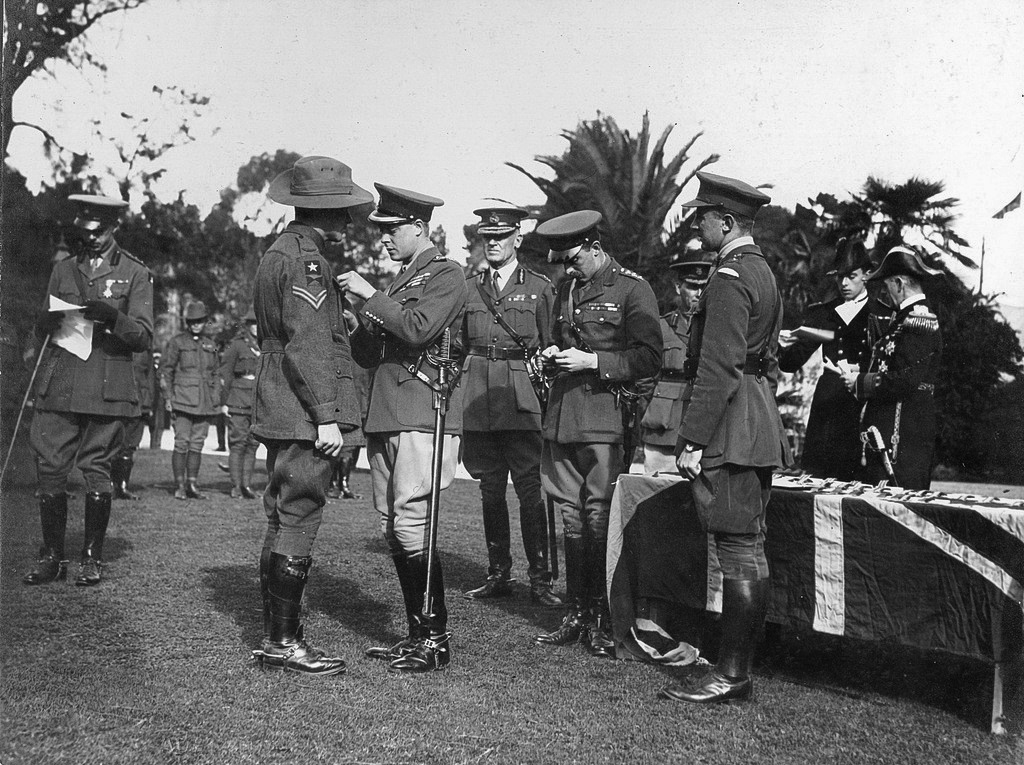
Принц Уэльский награждает Салливана

Эвакуация всех северных сил из России завершилась к концу сентября 1919 года. После возвращения в Англию и демобилизации Салливан, зная о своём награждении, немедленно засобирался в Австралию, не дожидаясь королевской инвеституры в Букингемском дворце из рук Георга V. Уже 1 ноября 1919 года он выехал на родину, где был встречен как герой. 12 декабря Салливан прибыл в Аделаиду, а 19 декабря в Аделаидской ратуше вместе с отцом был принят лорд-мэром Аделаиды Фрэнком Мулденом.
12 июля 1920 года Эдуард, принц Уэльский, во время своего королевского визита в Австралию, приехал в Аделаиду и перед толпой у Дома Правительства всё же вручил Салливану его крест Виктории и при этом с улыбкой спросил: «Разве вы не тот человек, который убежал от отца?». Салливан, сложивший руки по швам в ожидании своей очереди, усмехнулся и ответил: «Да, Ваше Королевское Высочество!»

### Последующая жизнь
Как кавалер креста Виктории Артур Салливан находился у всех на виду и стал популярной личностью в Австралии, будучи известным как просто «Салли» или «Застенчивый ВК», потому что не желал распространяться о своих подвигах, так как, по своим собственным словам, там «не о чём говорить». По возвращении домой, в 1920 году он поступил на свою прежнюю работу в Национальном банке Австралазии. 5 декабря 1928 года Салливан женился на Дороти Фрэнсис Вил в англиканской церкви в Фэрфилде (Виктория). В 1929 году он перешёл в главный офис Национального банка в Сиднее, где они с Дороти прожили пять лет. За это время у них родилось трое детей: мальчик и две девочки-близнецы. В июле 1934 года Салливан был назначен менеджером отделения банка в Казино.

### Командирование на коронацию

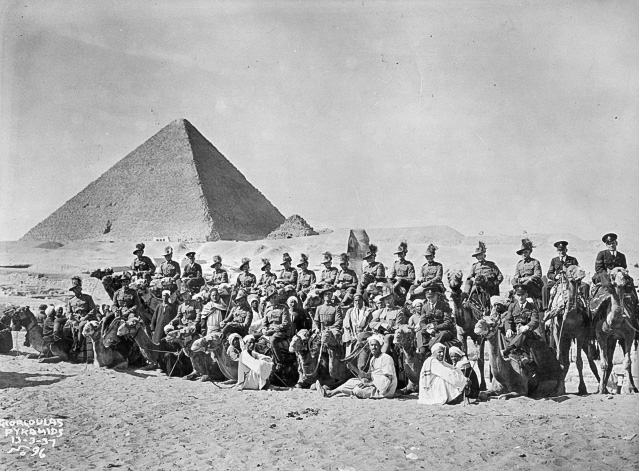
Австралийский коронационный контингент на остановке в Египте у пирамид Гизы, март 1937 года

В 1937 году как кавалер креста Виктории Салливан получил предложение вступить в австралийский контингент для участия в коронации короля Георга VI. Помимо этого, Салливан пообещал семье своего друга — британского сержанта Линкольнширского полка и кавалера креста Виктории Артура Эванса, скончавшегося в Австралии, — вернуть его прах на родину. Австралийский коронационный контингент включал в себя 100 солдат, 25 моряков и 25 лётчиков; половина из них служила в действующей армии, а половина была возвратившимися членами Австралийских имперских сил. Салливан ответил на предложение согласием, но для вступления в контингент он был 31 января снова зачислен в Королевский полк Австралийской артиллерии под номером 470009 в звании наводчика. Салливан оказался единственным кавалером креста Виктории в австралийском контингенте. 16 февраля австралийский коронационный контингент отплыл на борту «RMS Oronsay» из Мельбурна и через месяц прибыл в Англию. На борту корабля Салливан, отвыкший от военной дисциплины, был обвинён в двух правонарушениях, за одно из которых с формулировкой «за неуважение к командиру» подвергся взысканию 10 шиллингов. Как и все члены контингента, он получил множество приглашений на приёмы и встречи с боевыми товарищами. 27 марта Салливан должным образом передал прах Эванса его сестре для погребения на семейном кладбище в Литам-Сент-Эннсе.

### Смерть, прощание и похороны

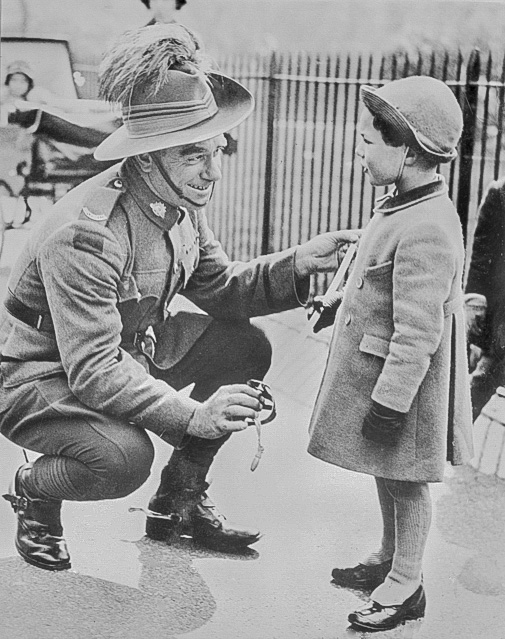
Салливан в апреле 1937 года, Лондон (одна из последних фотографий)

9 апреля 1937 года, через 11 дней после передачи праха Эванса и за 34 дня до коронации короля Георга VI, Артур Салливан возвращался с одного приёма в свою квартиру в казармах Веллингтона, но был атакован «охотниками за автографами» и рядом с проезжающим мимо велосипедистом случайно поскользнулся на улице Бердкейдж-Уолк, в Вестминстере. Салливан ударился головой о бордюр и скончался в тот же день от тяжёлой травмы — перелома черепа, будучи доставленным скорой помощью в местный госпиталь. В ходе дознания коронером было установлено, что смерть Салливана стала несчастным случаем, а подозрения с велосипедиста Уильяма Чарльза Пиддингтона были сняты по показаниям свидетелей происшествия. Один из товарищей Салливана сказал, что «печально думать о том, что его популярность, возможно, стала причиной его смерти».
Салливану было всего 40 лет. После него осталась жена с тремя детьми, проживавшая на Ист-Эспланад в Мэнли. Во время инцидента она была в магазине и узнала о смерти мужа из телефонного звонка преподобного А. Р. Эббса, настоятеля Англиканской церкви св. Матфея в Мэнли. По пожеланию вдовы и с согласия австралийского правительства было принято решение о кремации тела Салливана и отправке праха в Австралию. Смерть Салливана потрясла высшие круги двух стран. В знак уважения к нему руководство австралийского контингента отменило все официальные мероприятия, включая встречу с генералом сэром Гарри Чаувелем, который в то время занимал должность директора Национального банка Австралазии. Сам Чаувел отмечал: «Я был вдвойне потрясён трагедией, во-первых, потому что Салливан был мне другом, а во-вторых, потому что он был единственным в контингенте кавалером креста Виктории, родившимся в стране, в которой я сам родился, и был менеджером отделения в банке, директором которого я являюсь». Король и королева послали из Виндзора телеграмму высшему комиссару Австралии в Лондоне Стэнли Брюсу, в которой выразили свои соболезнования в связи с «печальной новостью о смерти наводчика Салливана». Соболезнования также поступили от исполняющего обязанности премьер-министра Австралии Эрла Пейджа и исполняющего обязанности министра обороны Австралии Гарольда Торби.
Салливану были отданы все воинские почести: военные похороны прошли 13 апреля в Лондоне. Гроб с телом Салливана, на груди которого лежал крест Виктории, на голове находилась шляпа с плюмажем, а на ногах — сапоги со шпорами, был выставлен для государственного прощания в казармах Веллингтона. Отпевание прошло в переполненной Гвардейской часовне вслед за исполнением национального гимна и «марша мёртвых» Генделя на органе. После салютного залпа австралийского коронационного контингента задрапированный флагом гроб Салливана на оружейном лафете, запряжённом шестёркой каштановых лошадей, был провезён через многотысячную толпу и 9 километров (6 миль) улиц по всему городу мимо Букингемского дворца в Найтсбриджские казармы в сопровождении десяти кавалеров креста Виктории, включая командира авиакрыла Макнамару и вице-адмирала Кэмпбелла, за которыми следовали игравшие «траурный марш» гренадерские гвардейцы, представители нескольких коронационных контингентов, а также четыре машины с венками.

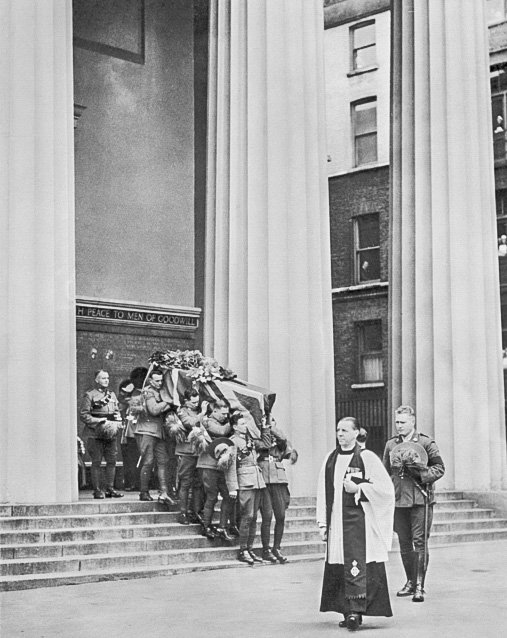
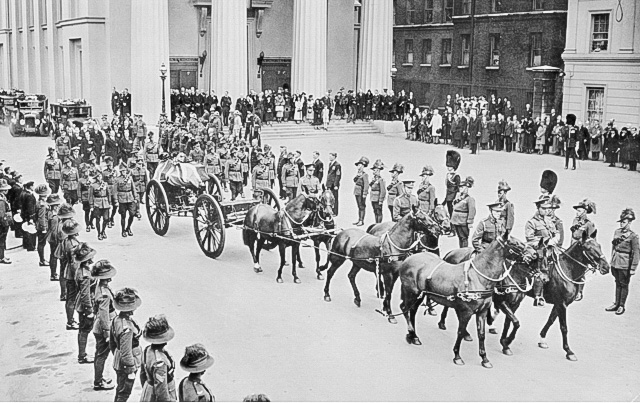
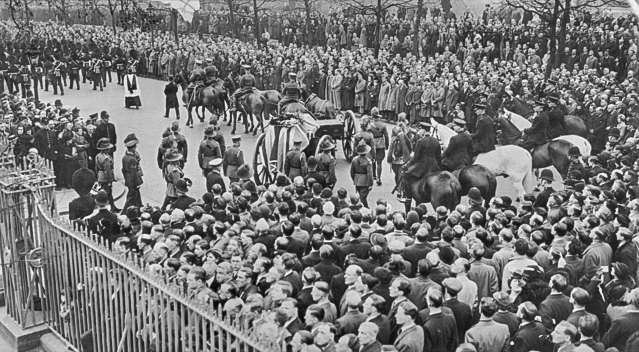
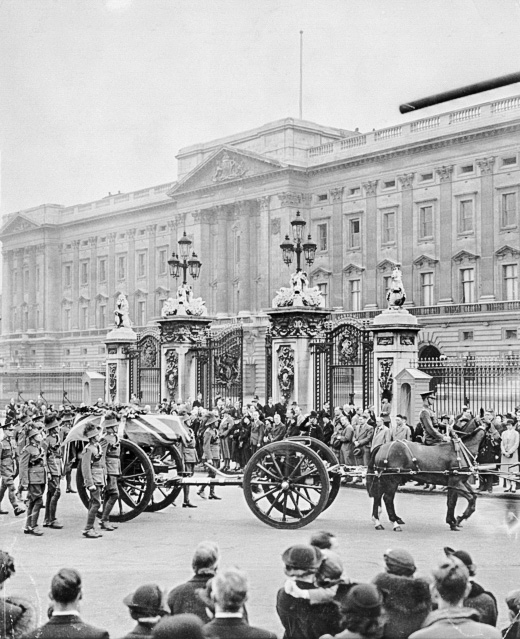

17 апреля фельдмаршал лорд Бидвуд проинспектировал австралийский контингент, в то время как проживающие в Лондоне австралийцы выступили за включение в его состав Макнамары взамен Салливана. Спустя месяц после похорон место Салливана в рядах австралийского контингента, маршировавшего на параде коронации, было преднамеренно оставлено пустым для того, чтобы почтить его память. Коронационная медаль Георга VI, которой был посмертно награждён Салливан, была вручена его вдове на церемонии в Лондоне.
12 мая Салливан был кремирован в крематории Голдерс-Грин, у дороги к которому почётным караулом встал австралийский коронационный контингент. 22 мая гроб с его прахом, покрытый лавровыми и маковыми венками, на моторном катафалке в сопровождении барабанного похоронного оркестра уэльских фузилёров проследовал на лайнер «Orama», отплывший из Лондона в Австралию. 30 июня гроб Салливана прибыл в Сидней, где был встречен тысячами горожан и при гвардейском карауле провезён по городу на оружейном лафете в сопровождении девяти австралийских кавалеров креста Виктории: майора Уорка, капитана Сторки, лейтенанта Гамильтона, лейтенанта Картрайта, сержанта Хауэлла, сержанта Брауна, сержанта Уиттла, капрала Карри, рядового Джексона. Прах Салливана был похоронен под деревом 267A в северной части крематория Нортерн-Субурбс.

## Наследие
Вдова Салливана скончалась в 1980 году, успев завещать награды своего мужа в дар Австралийскому военному мемориалу в Канберре: крест Виктории, Британская военная медаль, Медаль Победы, Коронационная медаль Георга VI выставлены в настоящее время в Зале доблести. Там же находится и мачете с ножнами, принадлежавшее Салливану и выпущенное специально для Сил поддержки Севера России в условиях войны в лесистой местности со значительным подлеском. Служебное дело Салливана хранится в Национальном архиве Австралии. Записная книжка Салливана с поздравительными телеграммами и письмами, а также реплика креста Виктории выставлены в Центре наследия Кристал-Брука.

## Память
В 1939 году на железной ограде казарм Веллингтона возле того места, где упал Салливан, в его честь была установлена изготовленная в Австралии мемориальная доска. Имя Салливана увековечено на мемориальных досках на тренировочной станции «Аделаида B1 Торренс», в здании Национального банка Австралии на Кинг-Уильям-стрит, на мемориальной пешеходной Аллее 150-летнего юбилея на улице Норт-Террейс в Аделаиде, на здании средней школы Гладстона, на воинском монументе в Мейтленде, на здании городского совета Кристал-Брука на Боумен-стрит. Там же в 1996 году был установлен каменный валун с прикреплённой к нему табличкой о том, что Салливан жил в Кристал-Бруке.

## Комментарии
1. ↑  Впоследствии, через две недели он умрёт от ран в больнице в Березнике[11].